# Lonchaea tenuicornis
Lonchaea tenuicornis är en tvåvingeart som beskrevs av Nikolai Vasilevich Kovalev 1978. Lonchaea tenuicornis ingår i släktet Lonchaea och familjen stjärtflugor. Inga underarter finns listade i Catalogue of Life.